# منديل الرأس
منديل الرأس أو البَنْدَنَة هي قطعة مثلثة أو مربعة من القماش تلف حول الرأس أو العنق من أجل الحماية أو التزيين. قد تختلف شعبيته حسب المجتمع أو الدين، وقد تختلف بين المسيحيين واليهود الأرثودكسيين والكاثوليكيين والأميش والمسلمين.
يرتدي رجال الملايو منديل الرأس أيضاً في المناسبات التقليدية مثل الأعراس (يرتديه العريس) ويرتديه أيضاً ممارسوا رياضة السيلات، يعرف هذا النوع باسم تينغكولوك.

## المجتمع
بلغت شهرة وشاح الرأس والبندنة قمتها في السبعينات، الثمانينات، والتسعينات حسب المنطقة. بعد ذلك بدأت تضعف شعبيته بالغرب، لكن بعض الحضارات الشرقية مثل دول الخليج العربي استمرت باستعماله لمدة طويلة. وهو مناسب للارتداء من طرف الرجال والنساء. عوض طوق الشعر نسبيا استعمال وشاح الرأس لجمع الشعر.

### البندنة
البندنة (بالإنجليزية: bandana) (من اللغة السنسكريتية बन्धन «تجميع») هو نوع من وشاح الرأس الكبير والملون أصله من شبه قارة الهند، عادة ما توضع حول العنق أو على الرأس وتعتبر قبعة. يطبع عادة على البندنة تصميم بيزلي وتستعمل عادة لشد الشعر إلى الخلف، إما للزينة أو لأسباب عملية.
ظهرت البندنة أول مرة بالهند أوشحة رأس ألوانها فاقعة ومصنوعة من الحرير والقطن بها بقع بيضاء فوق خلفية ملونة، بشكل عام حمراء أو زرقاء. كانت تصاميم الحرير تصنع من أعلى الخيوط جودة وكانت لها شعبية كبيرة. صنعت أول تصاميم البندنة من خيوط القطن في غلاسكو، وهي الآن تصنع في مختلف الجودات. تعني الكلمة حاليًا قماشا به تصاميم من الحرير، الحرير والقطن، أو كليا من الحرير.
- فتاة مرتدية بندنة به ألوان علم البرتغال على رأسها لتدعم منتخب كرة القدم البرتغالي
- بندنة زرقاء وحمراء عليها تصميم بيزلي
- مجموعة من بندنات معلقة